# Imieniny – grudzień

## 1 grudnia
Eligia, Natalia, Platon, Edmund, Eligiusz, Blanka, Sobiesława, Gosława

## 2 grudnia
Bibiana, Bibianna, Aurelia, Wiktoryn, Zbylut, Ludwina, Balbina, Sulisław, Paulina, Sylweriusz, Budzisława, Budzisław

## 3 grudnia
Uniemir, Kasjan, Lucjusz, Franciszek, Kryspin, Ksawery, Atalia, Gerlinda, Biryn, Sofoniasz

## 4 grudnia
Klemens, Chrystian, Barbara, Krystian, Hieronim, Melecjusz

## 5 grudnia
Anastazy, Kryspina, Sabina, Kryspin, Gerald, Pęcisława, Krystyna, Sabbas, Dalmacjusz

## 6 grudnia
Nikola, Angelika, Heliodor, Agata, Dionizja, Mikołaj, Emilian, Leoncja, Piotr, Honorata

## 7 grudnia
Ambroży, Marcin, Ninomysł, Agaton, Marcisław, Józefa, Polikarp, Zdziemił, Sabin

## 8 grudnia
Maria, Narcyza, Apollo, Boguwola

## 9 grudnia
Leokadia, Waleria, Joachim, Delfina, Wiesław, Wielisława, Wiesława, Piotr

## 10 grudnia
Polidor, Brajan, Daniel, Judyta, Maria, Andrzej, Julia, Switun, Unierad, Unirad

## 11 grudnia
Stefan, Damazy, Waldemar, Wojmir, Wilburga

## 12 grudnia
Adelajda, Dagmara, Edburga, Suliwuj, Paramon, Spirydon, Aleksander, Ada, Przybysława, Maksencjusz

## 13 grudnia
Bernarda, Otylia, Edburga, Jodok, Róża, Włodzisława, Auksencja, Łucja, Auksencjusz, Auksenty, Aubert

## 14 grudnia
Pompejusz, Sławobor, Alfred, Nahum, Arseniusz, Noemi, Izydor, Heron

## 15 grudnia
Cecylia, Walerian, Mścigniew, Sylwia, Wolimir, Drogosława, Wirginia

## 16 grudnia
Alina, Adelajda, Zdzisława, Ananiasz, Albina, Dyter, Deder, Tyter

## 17 grudnia
Florian, Łazarz, Łukasz, Olimpia

## 18 grudnia
Bogusław, Wszemir, Arkadia, Wilibald, Auksencja, Winebald, Winibald, Winibalda, Wunibald, Auksencjusz, Auksenty

## 19 grudnia
Tymoteusz, Nemezjusz, Abraham, Dariusz, Beniamin, Urban, Mścigniew, Bogumiła

## 20 grudnia
Bogumiła, Dominik, Amon, Liberat, Dagmara, Teofil, Ursycyn

## 21 grudnia
Tomisław, Balbin, Tomasz, Honorat, Festus, Piotr

## 22 grudnia
Drogomir, Ksawera, Honorata, Zenon, Franciszka, Gryzelda, Flawian, Beata, Ischyrion

## 23 grudnia
Wiktoria, Anatola, Sławomir, Sławomira, Dagobert, Anatolia, Teodul

## 24 grudnia
Adela, Grzymisława, Druzjanna, Ewa, Godzisława, Irmina, Druzjan, Adamina, Grzegorz, Ewelina, Hermina, Zenobiusz, Tarsylla, Adam

## 25 grudnia
Eugenia, Mateusz, Piotr, Siemisław, Domna

## 26 grudnia
Wrociwoj, Szczepan, Dionizy

## 27 grudnia
Żaneta, Fabia, Fabiola, Jan, Cezary, Krystyna

## 28 grudnia
Teofila, Antoni, Ema, Teonas, Dobrowieść, Teona, Godzisław

## 29 grudnia
Trofim, Jonatan, Gerarda, Dominik, Marcin, Tomasz, Gosław, Dawid, Gerard, Jakert, Tadea

## 30 grudnia
Sewer, Anizja, Egwin, Eugeniusz, Rajner, Dionizy, Uniedrog, Irmina

## 31 grudnia
Sylwester, Donata, Mariusz, Melania, Katarzyna, Saturnina, Sebastian, Tworzysław, Sylwestra